# Henry Thode
Henry Thode (13. januar 1857 i Dresden – 10. november 1920 i København) var en tysk kunsthistoriker.
Thode drev kunsthistoriske og filosofiske studier ved tyske universiteter, blev 1886 docent i Bonn, var 1889—91 direktør for Städelske Institut i Frankfurt a.M., 1894—1911 professor i kunsthistorie i Heidelberg. 
Thode vandt ry ved det til forståelsen af renaissancens kunst- og åndsliv banebrydende arbejde: Franz von Assissi (1885, 2. oplag 1904), skrev derefter Die Malerschule von Nürnberg im 14. und 15. Jahrhundert (1891), Hans Thoma und seine Kunst (1892, senere oplag) og monografier til Knackfuss kunsthistoriske serie, Boecklin und Thoma (1905).
Han samlede sig efterhånden om Michelangeloske studier: Michelangelo und das Ende der Renaissance (2 dele, 1902—03) og det store, fyldige og tunge hovedværk Michelangelo, kritische Untersuchungen (3 bind, 1908—12). Vidtspændende i sine interesser og stærkt musikalsk interesseret skrev han en bog om Franz Liszt (1911), også nogle digtsamlinger med mere. 
Efter 1. Verdenskrig kom hans navn stærkt frem på anden måde, særlig i danske og italienske aviser, i anledning af de krav, hans danskfødte enke (tidligere var han gift med Richard Wagners steddatter Daniela von Bülow) — forgæves — rejste om tilbagegivelsen af hans villa med mere ved Garda-søen, konfiskeret som tysk ejendom under Verdenskrigen og annekteret af Gabriele d'Annunzio.